# Santiago (Agusan del Norte)
Santiago (Bayan ng Santiago) är en kommun i Filippinerna. Kommunen ligger på ön Mindanao, och tillhör provinsen Agusan del Norte. Folkmängden uppgår till 24 200 invånare år 2015.
Santiago är indelat i 8 barangayer.